# Hachenfels
Die Feste Hachenfels ist eine abgegangene Burg zwischen Idar-Oberstein-Weierbach und Kirn im rheinland-pfälzischen Landkreis Birkenfeld. 

## Lage
Die Feste befand sich auf dem Hachenfels (= Hohenfels), hoch über dem Tal der Nahe, an der Bundesstraße 41 im Hunsrück. Der einstigen Höhenburg gegenüber liegt der Burgruine Naumburg.

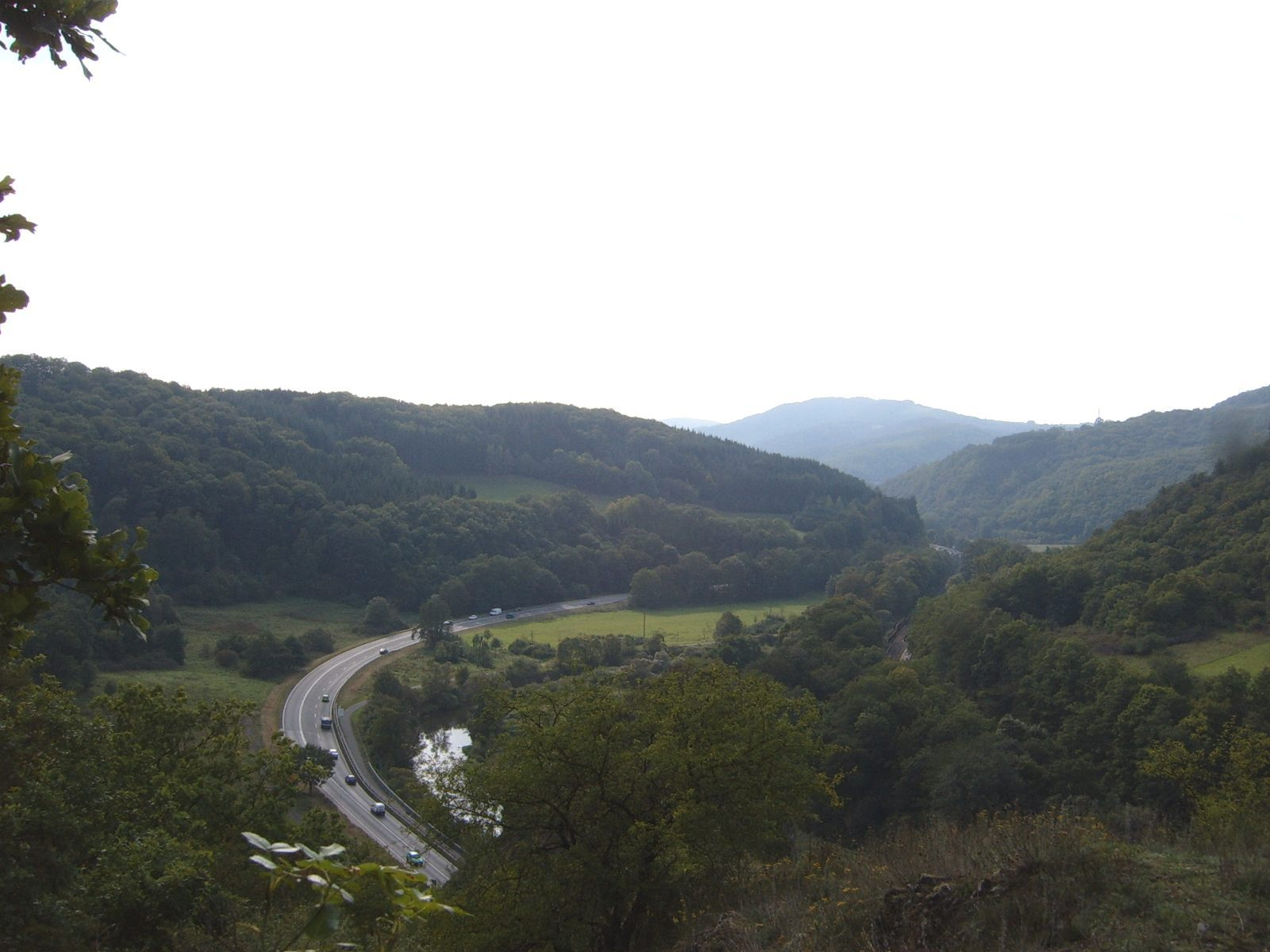
Blick vom Hachenfels in Richtung Idar-Oberstein-Weierbach
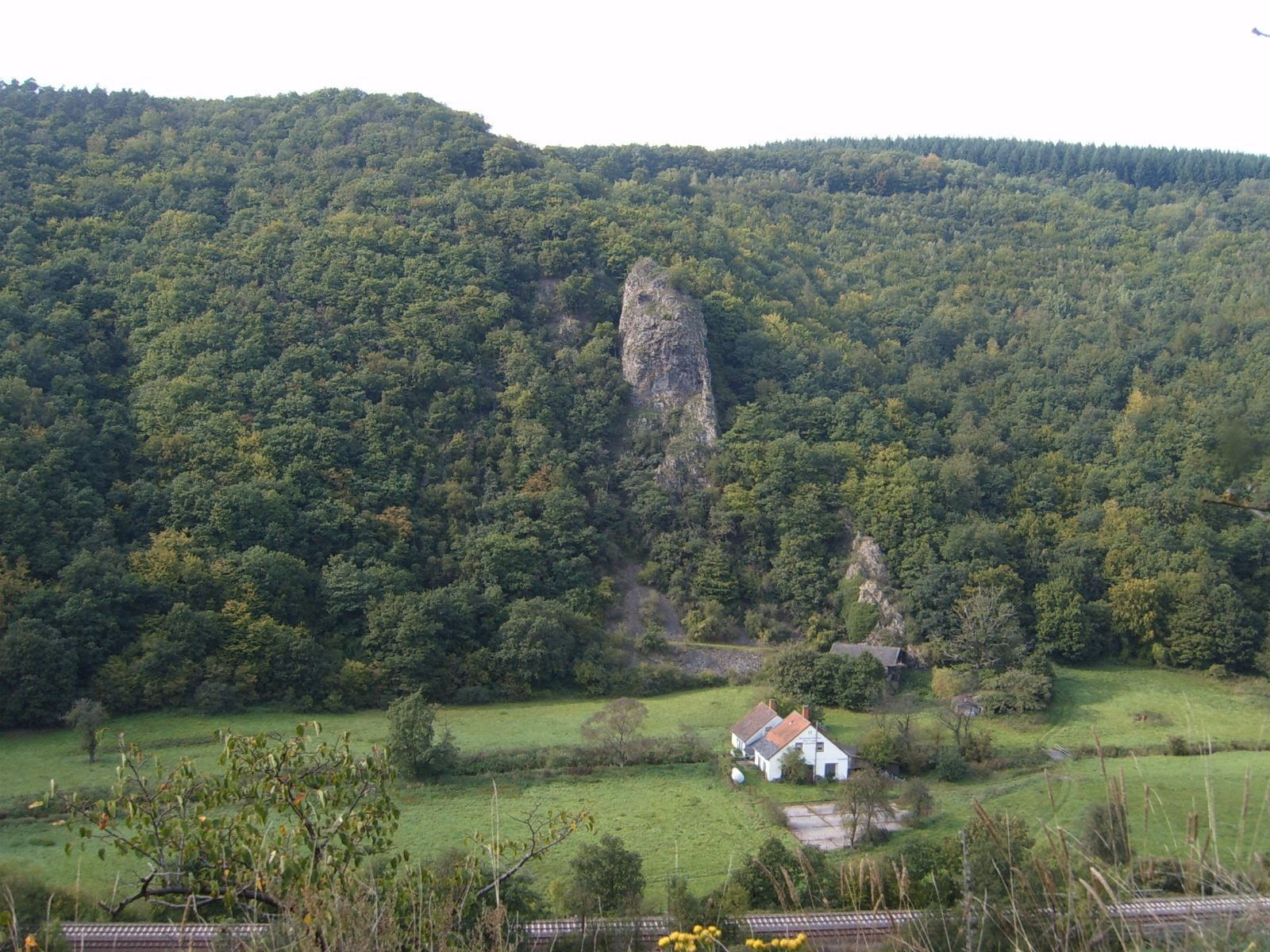
Blick vom Hachenfels ins Nahetal

## Geschichte
Erbauer waren die Herren von Hachenfels, der ehemalige Besitzer war Hugo von Hachenfels. Erstmals erwähnt wurde die Burg 1075 in einer Urkunde des Erzbischofs von Trier, in der bestätigt wurde, dass Hugo von Hachenfels seinen Grundbesitz in der Ortschaft Olkenbach, das heute zu Bausendorf gehört, für 260 Silbermark an das Simeonstift in Trier verkauft habe. 1112 wurde ein Cuno de Hachenfels in einer im Kopialbuch des Klosters Disibodenberg befindlichen Urkunde als Zeuge erwähnt.